# راشل تید
راشل تید (به انگلیسی: Rachel Tidd) ژیمناست زادهٔ ۲۰ مهٔ ۱۹۸۴ میلادی اهل کشور ایالات متحده آمریکا است.